# Jordi Bonàs
Jordi Bonàs est un artiste peintre et lithographe catalan né à Barcelone le 28 août 1937 et mort le 1er février 2017 à Neuil, arrivé en France en 1959. Après avoir vécu à Paris (quartier de Montmartre), il est installé en Touraine.

## Biographie
Jordi Bonàs est élève de l'École des beaux-arts de Barcelone et reçoit les conseils de Pedro Pruna avec qui il travaille de 1954 à 1959.
Il arrive dans le quartier de Montmartre en 1969 et, après de premières expositions parisiennes (dont le Salon des indépendants), il est restaurateur de tableaux, pour le Musée d'art moderne de la ville de Paris d'abord, dans toute la France ensuite. Il est ainsi restaurateur des fresques murales de l'église Saint-Jean de Montmartre (place des Abbesses) en 1964. Dans les années 1970, il s'installe à Neuil dans l'Indre-et-Loire.
Mort en 2017, Jordi Bonàs repose au cimetière de Ligré.

## Éditions bibliophiliques
- Bernard Dimey[5], Les huit péchés capitaux, huit poèmes illustrés de huit lithographies originales de Jordi Bonàs, tirage limité à 250 exemplaires numérotés dont 22 sur Papier Japon, Éditions André Roussard, 1973.

## Expositions personnelles
- Galerie Sala Rana, Barcelone, 1960, 1966, 1969.
- Galerie Bussière, Paris, 1960.
- Galerie Romanet, Paris, 1964.
- Adamo Gallery, New York, 1964-1967.
- Hôtel du Commerce, Arras, octobre 1966.
- Rudi Simmons Gallery, Detroit (Michigan), 1967.
- Galerie Philippe Morel, Arras, 1968.
- Galerie André Roussard, Paris, 1971, 1972, 1973 (thème: Les huit péchés capitaux), 1974 (thème: Les chevaux bonassiens), 1975, 1992.
- Galerie Salga, Rome, 1973, 1974.
- Société Rank-Xerox, Paris, juin 1973.
- Galerie Chantepierre, Aubonne (Vaud), 1974.
- Galerie Hermann Muller, Bruxelles, décembre 1974.
- Galerie Art Formel, Paris, 1975, 1977.
- Galerie Sala Rovira, Barcelone, 1976, 1978, 1982.
- Expositions avec la Galerie Guigné: Orange (1978), Paris (1979), Douala (1979), Quimper (1980), Pointe-à-Pitre, Saint-Denis de La Réunion (1981), Dakar, Libreville, Douala, Yaoundé (1985), Abidjan, Saint-Denis de la Réunion, Osaka (1987), Paris, Abidjan (1988), Paris (1990 sur le thème La musique, 1992, 1993 sur le thème des Portraits, 1995).
- Galerie Alma-George-V, Paris (Drouant International), 1985, 1986, 1987.
- Galerie Foch, Rodez, 1985.
- Galerie Le Ponant, Marseille, 1986, 1987.
- Galerie MBC Mario Rochas, Saint-Germain-en-Laye, 1988.
- Galerie des Ifs, Azay-le-Rideau, 1988.
- Galerie du Signe, Obernai, 1989.
- Expositions organisées par Tatiana Tournemine: Carnac, Tour-Saint-Aubin d'Angers, 1989.
- Galerie Michel Bourcy, Toulouse, 1990.
- Galerie France Art, Paris, 1991, 1993, 1994, 1996, 1999.
- Galerie Guedi, Lyon, 1992.
- Galerie Art Comparaison, Nantes (1992), La Baule-Escoublac (1993), Carnac (1994), Nantes (1995, 1997), Paris (2000, 2002, 2003, 2004).
- Galerie Drouant, 23, avenue Marceau, Paris, 2000, novembre 2001 - janvier 2002[6].

## Expositions collectives
- Salon des indépendants, Paris, à partir de 1960.
- Salon de Mai, Barcelone, 1962.
- Salon de la Jeune Peinture, Barcelone, 1962.
- Art World, Chicago, 1967.
- Salon de Bagnolet (avec Bernard Lorjou), 1969.
- Salon de Toile, avec Galerie Roussard, Paris en 1970, Montréal en 1971.
- Fort Lauderdale (Floride), avec Galerie Roussard, 1970.
- South Orange (New Jersey), 1970 et 1974.
- Salon du Grand Prix du Gemmail, Tours, 1970, 1971, 1972, 1992.
- Salon de Bourg-la-Reine, 1971.
- Salon de Mantes-la-Jolie, 1971.
- Petits formats, Galerie André Roussard, Paris, 1975, 1986.
- Salon des peintres témoins de leur temps, Musée Galliera, Paris, février-mars 1977 (thème : La fête ; toile présentée : La joie)[7].
- Salon de Rignac (Jordi Bonàs invité d'honneur), 1977, 1984.
- Château du Croc, Chécy, 1987, 1988, 1997, 1998 (Jordi Bonàs, invité d'honneur cette dernière année).
- Salon de la ville d'Angers (Jordi Bonàs, invité d'honneur), 1989.
- Salon de Printemps de Pau (Jordi Bonàs, invité d'honneur), 1991.
- Galerie Guigné, Paris, 1991.
- Biennale Art 24, Périgueux (Jordi Bonàs, invité d'honneur), 1992.
- Œuvres de Luis Molné, Jean Carzou, Jordi Bonàs, Jean Commère..., L'Artelier, Drancy, 2013.
- Salon artistique de Sainte-Maure-de-Touraine 1993 (Jordi Bonàs, invité d'honneur), 2015[8].
- Salon de Papeete (Jordi Bonàs, invité d'honneur), 1993.
- Salon de Nouméa (Jordi Bonàs, invité d'honneur), 1993.
- Participations organisées par Monsieur Giraudo: Salon de la ville d'Abidjan (Jordi Bonàs, invité d'honneur) (1994), de Libreville (2001), d'Abidjan (2001).
- Jordi Bonàs, Frédéric Menguy, Caves de la Maison Otard, Cognac (Charente), 1996.
- Salon Comparaisons, Paris, 1998, 2000, 2002, 2004.
- Alain Bonnefoit, Jordi Bonàs, Gérard Le Gentil, Galerie Art Comparaison, Paris, 2002.
- Salon de la ville du Poiré-sur-Vie, 2004.
- XX-Art (grands formats), Espace Nobuyoshi, La Mulonnière, Saint-Antoine-du-Rocher, avril 2010, avril 2011.,
- Le Gemmail - Œuvres de Georges Braque, Jean Cocteau, Jean Crotti, Jordi Bonàs, Jean Carzou, église Notre-Dame sur l'Eau, Verneuil-en-Bourbonnais, juillet-août 2012[9].
- Galerie "Des artistes de talent", Vittel, juillet-août 2012.
- Exposition du fonds d'art de la Ville de Nouméa, Maison Higginson, Nouméa, décembre 2015 - mars 2016[10].

## Réception critique
- « Curieux peintre que ce peintre-là qui vous accueille d'entrée de jeu par un magistral coup de poing, qui vous heurte d'un choc brutal et sans pitié, et dont on ne devine qu'après coup - le mot s'impose - toutes les tendresses et toutes les douceurs. Car Bonàs, au fond, c'est un tendre, et ses nus flamboyants et presque agressifs ne sont autre chose, en somme, que la marque sans limites qu'il éprouve pour la femme, la femme enfant malade[11] mais, quoi qu'en ait dit le poète, jamais impure. Oui, la violence de Bonàs - j'entends sa violence en peinture - m'apparaît comme un masque et j'entrevois, au travers du velours noir du loup, une sorte de pudeur à la fois attentive et rebelle où s'expriment les sentiments les plus rares. Un vrai peintre! » - André Flament[12]
- « La solidité, le trait rude et la composition très affirmée de l'expressionnisme catalan... » - Gérald Schurr[13]
- « Entre violence et pudeur, l'artiste espagnol Jordi Bonàs est un peintre qui affiche son originalité. » - Galerie Drouant, Paris[6]
- « Bien que figuratives, les œuvres de l'artiste catalan Jordi Bonàs sont avant tout un voyage au pays de la couleur. Natures mortes, paysages, portraits, nus, sont autant de prétextes pour colorer l'univers, faire vibrer le monde de teintes veloutées. Sous le pinceau de cet artiste aujourd'hui installé en Touraine, la couleur devient émotion: sensualité des courbes voluptueuses du corps féminin, fougue des lignes vigoureuses des chevaux combattants, elle sculpte autant qu'elle noie les formes pour atteindre un expressionnisme presque abstrait. L'artiste la transforme en matière, la façonne jusqu'à donner naissance à des œuvres mouvantes, insaisissables, où le sujet s'estompe peu à peu dans l'indicible d'une émotion moirée. » - Pauline Mouré[14]

## Prix et distinctions
- Médaille de bronze des beaux-arts de la ville d'Arras, 1965.
- Médaille des beaux-arts de la ville d'Arras, 1967.
- Prix international du Gemmail, Tours, 1992.

## Collections publiques
- Fonds d'art de la ville de Nouméa, (Nouvelle-Calédonie), Fleur de Septembre, huile sur toile.

## Télévision
- Cécile Aubry, Le Jeune Fabre, feuilleton en 13 épisodes de 26 min, 1973. Avec Véronique Jannot, Mehdi El Glaoui, Paul Guers et Daniel Ceccaldi. Les tableaux qui y sont prêtés au personnage de Daniel Fabre, peintre montmartrois interprété par Paul Guers, sont de Jordi Bonàs[15].